# Neopomacentrus
Neopomacentrus és un gènere de peixos de la família dels pomacèntrids i de l'ordre dels perciformes.

## Taxonomia
- Neopomacentrus anabatoides (Bleeker, 1847)
- Neopomacentrus aquadulcis (Jenkins i Allen, 2002)[1]
- Neopomacentrus azysron (Bleeker, 1877)
- Neopomacentrus bankieri (Richardson, 1846)
- Neopomacentrus cyanomos (Bleeker, 1856)
- Neopomacentrus fallax (Peters, 1855)
- Neopomacentrus filamentosus (Macleay, 1882)
- Neopomacentrus fuliginosus (Smith, 1960)
- Neopomacentrus metallicus (Jordan i Seale, 1906)
- Neopomacentrus miryae (Dor i Allen, 1977)
- Neopomacentrus nemurus (Bleeker, 1857)
- Neopomacentrus sindensis (Day, 1873)
- Neopomacentrus sororius (Randall & Allen, 2005)[2]
- Neopomacentrus taeniurus (Bleeker, 1856)
- Neopomacentrus violascens (Bleeker, 1848)
- Neopomacentrus xanthurus (Allen i Randall, 1980)[3][4][5][6][7][8][9][10][11]